# Wyspa Wielka
Wyspa Wielka (norw. Storøya) – niezamieszkana wyspa w archipelagu Svalbard, Norwegia, znajdująca się na wschód od Ziemi Północno-Wschodniej. Powierzchnia wyspy wynosi około 56 km².